# 火曜サスペンス劇場
『火曜サスペンス劇場』（かようサスペンスげきじょう）は、1981年9月29日から2005年9月27日までの24年間にわたって日本テレビ系列で毎週火曜21:00 - 22:54（JST）に放送された2時間ドラマ枠である。略称は“火サス”。
なお、放送枠が終了した現在でも、一部の地上波局やBS日テレ、CS放送、Huluにて再放送や配信が行われている。

## 概要
原則として21:00 - 22:54（JST）に毎週1話完結（極稀に前後編形式の作品もある）のサスペンスドラマを放送していた番組タイトルの通り、サスペンスドラマ専門の放送枠である。一部の放送回ではホラーや時代劇、特撮ドラマも放送した。
本番組初期のプロデューサーだった小坂敬は「哀しくなければサスペンスじゃない」が最初のコンセプトであるとして、「単なる謎解きに終始せず、きっちりとした人間ドラマを作ろう」ということで、登場人物はみんな何か重いものを背負っていることをじっくり描くことが最大のテーマだったと話している。
第1回放送は、島田陽子主演の「球形の荒野」（松本清張原作）。1980年代は、松本清張作品などの日本の推理作家や海外ミステリーなどを原作として、ベテランのスタッフが映像化する重厚な作品が多く、全盛期には視聴率もしばしば25%を超える人気を誇った。日本テレビにとっては、1980年に放映の始まったよみうりテレビ制作の『木曜ゴールデンドラマ』に次ぐ2時間ドラマ枠であり、1988年からはさらに『水曜グランドロマン』を設けるなど、日本テレビ系列では2時間ドラマ枠が多くなったが、『火曜サスペンス劇場』はその中核であり、最も息の長い枠となった。1990年代以降は、主に50歳代から60歳代の女性を視聴者に絞り定番シリーズを放送する安定路線が敷かれた。特に1990年代は、日本テレビの視聴率が全国的に好調になっていた年代でもあり、日本テレビのドラマ枠としては、最も高い視聴率を殆どの回で記録しており、ドラマ視聴率ランキングの上位にもしばしば食い込んでいた。
この番組の開始によって、『木曜ゴールデンドラマ』が、読売テレビ一社の制作に変更された（それまでは、日本テレビと読売テレビが交互に制作していた）。また、札幌テレビ放送やテレビ岩手や福岡放送といった系列局が制作することがあったり、系列局の地元の“お国自慢”などに絡んだ作品が制作されたこともある。
また、大林宣彦、神代辰巳、鈴木清順、実相寺昭雄ら劇場映画で名声を博している旬の監督たちを起用して演出家主導の意欲作を撮らせる試みもしばしば行われた。その結果、難解なストーリーや前衛的演出も辞さず、2時間ドラマのみならずテレビドラマの枠をも破るような作品群が少数ながら生まれている。
番組のスタッフロールは、当初は「最後に『制作（製作）：日本テレビ、（担当の制作プロダクション）』」とクレジット表記されており、1985年4月以降は、「最初に『制作：日本テレビ』、最後に『製作･著作：（担当の制作プロダクション）』」当とクレジット表記されていた（同時に日本テレビ製作番組が製作から製作著作に表記が代わった）。当枠終了後、日本テレビは製作プロダクションとの制作を打ち切り関係も絶縁し、視聴者層を若年層に絞った路線に変更した。
一時期は視聴率が20%を超えることもあったが、2000年代に入ってからは視聴率低下に歯止めがかからず、2005年9月27日の放送をもってを24年間の歴史に幕を閉じた。最終回の放送内容は火サス最多出演俳優の水谷豊主演の「事件記者・三上雄太III 逃走援助」で、放送時刻は19時からの3時間特番により通常より1時間遅い22時 - 23時54分であった。
後継番組は「DRAMA COMPLEX（ドラマコンプレックス）」（2005年11月1日 - 2006年10月17日）のちに「火曜ドラマゴールド」（2006年10月31日 - 2007年3月27日）。これらの番組枠を含め「火曜サスペンス劇場」より継続して副音声による解説放送（作品によりステレオ放送の場合もある）と字幕放送も行われた。
放送終了から5年を迎える2010年9月27日、平日昼の情報番組『DON!』の「きょうは何の日」のコーナーで、「『火曜サスペンス劇場』が終了した日」として、本放送枠が取り上げられ、船越英一郎のインタビューや、最多出演俳優（1位は水谷豊）・女優（1位は浜木綿子）、犯人役として出演した最多俳優（女優）（藤真利子）などを放送した。
1983年3月1日から終了までは石丸博也のナレーションにより、副音声による解説放送「アイ・パートナー」を実施（札幌テレビの札幌以外の放送局と常時ステレオ放送だったCS★日テレを除く。音声多重放送が開始時点で未整備・免許がなかった局も後年整備されるまで未実施）。終了後も他のドラマ枠や『金曜ロードSHOW!』などの番組にて続いている。

### 放送時間の変遷
| 放送期間               | 放送時間（JST）            |
| ---------------------- | -------------------------- |
| 1981年9月 - 1986年3月  | 火曜21:02 - 22:54（112分） |
| 1986年4月 - 1988年3月  | 火曜21:02 - 22:51（109分） |
| 1988年4月 - 1989年3月  | 火曜21:02 - 22:52（110分） |
| 1989年4月 - 1993年9月  | 火曜21:03 - 22:52（109分） |
| 1993年10月 - 1994年3月 | 火曜21:03 - 22:54（111分） |
| 1994年4月 - 1994年9月  | 火曜21:03 - 22:55（112分） |
| 1994年10月 - 2005年3月 | 火曜21:03 - 22:54（111分） |
| 2005年4月 - 2005年9月  | 火曜21:00 - 22:54（114分） |

## 音楽

### オープニングテーマ
オープニングテーマは番組冒頭で使用され、オープニングテーマの最後の部分は各期の主題歌のサビ部分に接続されていた。ただし、2005年の放送（8代目オープニング）からは番組冒頭ではオープニングテーマのみとなり主題歌のサビ部分へは接続しなくなった。次回予告用のアレンジが異なるバージョンも制作されている。
1. 「夢のセレナードミッドナイトクライシス」（1981年9月29日 - 1983年4月26日）：副題「火曜サスペンス劇場オープニングテーマ'81」
  - 作曲：ジョン・スコット 、編曲：木森敏之

米映画『ファイナル・カウントダウン』のBGMが原曲。
編曲にあたっては、100%忠実なカバーではなく、原曲の主旋律等を若干構成し直していたり、二代目以降にも流用されるイントロ部分と主旋律の終盤部分を補作している。
このため編曲者の木森敏之が共同作曲者としてクレジットされることもある。
※JASRACの作品データベースでは木森敏之単独の作曲の作品とされている。
2. 「火曜サスペンス劇場フラッシュバックテーマ」（1983年5月3日 - 1989年5月30日）
  - 作曲・編曲：木森敏之
3. 「火曜サスペンス劇場フラッシュバックテーマ」（1989年6月6日 - 2005年9月27日）：二代目のアレンジ
  - 作曲：木森敏之[注 5]

一部の音色を変えるなど若干の変更が見られる。音調はホ短調である。
最も知名度の高いテーマ曲であり、製作局の日本テレビを筆頭にパロディ等で使われることが多い。レコード化される際はこの楽曲が所収される。所収される場合はアレンジがないため最後の音を引っ張ったままフェードアウトされる。

### 主題歌
主題歌（テーマ曲）はオープニング及びエンディングで使用され、オープニングではオープニングテーマの最後の部分からアレンジが入ってサビ部分（レコード・CD化されているものとは別に録音しているため演奏や歌い方がやや異なる。）を接続する形で用いられていたが、2005年の放送（8代目オープニング）からは番組冒頭ではオープニングテーマのみとなり主題歌のサビ部分へは接続しなくなった。2時間ドラマでは最初に歌手を使ったテーマ曲を作った事でも知られている。
最初の主題歌「聖母（マドンナ）たちのララバイ」は、番組のエンディングだけで使用する目的で制作され1コーラス分の長さしか録音されておらず、レコード化の予定もなかった。だが視聴者の要望が多く番組内で使用されているマスターテープを元にカセットに録音した物を制作し、一般応募による視聴者抽選プレゼントにしたところ、200本のプレゼントに35万通の応募はがきが殺到した。それを受け、1982年5月21日に歌唱者の岩崎宏美が当時所属していたビクター音楽産業（現在：JVCケンウッド・ビクターエンタテインメント）から正式なレコードとして発売され大ヒット。1982年の日本歌謡大賞を受賞した。その後も岩崎は主題歌を通算6曲歌い（初婚時の「益田宏美」名義含む）、1986年10月21日に当枠で放送された『誰かが見ている』でドラマ初出演（主演）もしている。
1998年11月には主題歌15曲を収録したアルバムがビクターエンタテインメントから発売された。2003年にほぼすべての主題歌が追加収録されたDX版が発売されたが、竹内まりやの『シングル・アゲイン』と『告白』は未収録となっている。
中盤の提供交換・制作だより・後提供及びエンドカード用にアレンジされたインストゥルメンタル版が別途制作されている。
1987年から日本テレビ系で放送されたテレビアニメ『シティーハンター』は、テレビアニメでは初めて、本編のラストシーンからエンディングテーマ曲のイントロがフェードインし、そのままCMを間に挟まずにエンディングテーマ曲に突入する方式を採用した。読売テレビのプロデューサーである諏訪道彦は、この方式は当番組にヒントを得たことから「聖母たちのララバイ」方式と称している。

#### 歴代主題歌
| #  | 歌手          | 主題歌               | 期間                           | 作詞者              | 作曲者                    | 編曲者                                                                           | レコードレーベル                         |
| -- | ------------- | -------------------- | ------------------------------ | ------------------- | ------------------------- | -------------------------------------------------------------------------------- | ---------------------------------------- |
| 1  | 岩崎宏美      | 聖母たちのララバイ   | 1981年9月29日 - 1983年4月26日  | 山川啓介            | 木森敏之 ジョン・スコット | 木森敏之                                                                         | ビクターレコード                         |
| 2  | 岩崎宏美      | 家路                 | 1983年5月3日 - 1984年6月26日   | 山川啓介            | 木森敏之                  | 木森敏之                                                                         | ビクターレコード                         |
| 3  | 岩崎宏美      | 橋                   | 1984年7月3日 - 1985年6月25日   | 山川啓介            | 木森敏之                  | 木森敏之                                                                         | ビクターレコード                         |
| 4  | 岩崎宏美      | 25時の愛の歌         | 1985年7月2日 - 1986年9月30日   | 山川啓介            | 木森敏之                  | 木森敏之                                                                         | ビクターレコード                         |
| 5  | 岩崎宏美      | 夜のてのひら         | 1986年10月7日 - 1987年11月24日 | 来生えつこ          | 筒美京平                  | 武部聡志                                                                         | ビクターレコード                         |
| 6  | 杉山清貴      | 風のLONELY WAY       | 1987年12月1日 - 1988年12月20日 | 田口俊              | 杉山清貴                  | 林哲司                                                                           | VAP                                      |
| 7  | 柏原芳恵      | 化石の森             | 1988年12月27日 - 1989年5月30日 | 荒木とよひさ        | 筒美京平                  | 武部聡志                                                                         | 東芝EMI                                  |
| 8  | 竹内まりや    | シングル・アゲイン   | 1989年6月6日 - 1990年9月18日   | 竹内まりや          | 竹内まりや                | 山下達郎                                                                         | ムーンレコード                           |
| 9  | 竹内まりや    | 告白                 | 1990年9月25日 - 1991年10月1日  | 竹内まりや          | 竹内まりや                | 山下達郎                                                                         | ムーンレコード                           |
| 10 | 真璃子        | あなたの海になりたい | 1991年10月8日 - 1992年9月22日  | 山口岩男            | 山口岩男                  | 船山基紀                                                                         | ポニーキャニオン                         |
| 11 | 益田宏美      | 愛という名の勇気     | 1992年10月13日 - 1993年9月28日 | 大津あきら          | 安部恭弘                  | 萩田光男                                                                         | ビクターレコード                         |
| 12 | 中村彩花      | 遥かな時を越えて     | 1993年10月12日 - 1994年3月29日 | 小田佳奈子          | 川島だりあ                | 池田大介                                                                         | VAP                                      |
| 13 | 白井貴子      | 名前のない愛でもいい | 1994年4月12日 - 1995年1月31日  | 秋元康              | 白井貴子                  | 十川知司 白井貴子                                                                | ティー・グランド・ミュージック           |
| 14 | 沢田知可子    | Day by day           | 1995年2月7日 - 1996年3月26日   | 沢田知可子          | 沢田知可子                | 小野沢篤 服部克久（ストリングス・アレンジ）                                      | wea japan                                |
| 15 | 髙橋真梨子    | ごめんね…            | 1996年4月2日 - 1997年5月27日   | 高橋真梨子          | 水島康宏                  | 十川知司                                                                         | ビクターエンタテインメント               |
| 16 | 石井明美      | バラード             | 1997年6月3日 - 1998年4月7日    | ジョー・リノイエ    | ジョー・リノイエ          | ジョー・リノイエ、鈴川真樹 島健 with ジョー・リノイエ （ストリングス・アレンジ） | ワーナーミュージック・ジャパン           |
| 17 | 酒井法子      | 横顔                 | 1998年4月14日 - 9月22日        | 辛島美登里          | 辛島美登里                | 十川知司                                                                         | ビクターエンタテインメント               |
| 18 | Paradise Lost | 体温                 | 1998年10月13日 - 1999年4月27日 | 康珍化              | 梶原秀剛                  | 鈴木雅也 井上鑑（ストリングス・アレンジ）                                        | VAP                                      |
| 19 | 中村雅俊      | 哀しい人             | 1999年5月4日 - 2000年3月14日   | 山田ひろし          | 都志見隆                  | 十川知司                                                                         | 日本コロムビア                           |
| 20 | 高橋真梨子    | 幸せのかたち         | 2000年4月4日 - 9月26日         | 高橋真梨子          | 住吉中                    | 十川知司                                                                         | ビクターエンタテインメント               |
| 21 | 工藤静香      | 深紅の花             | 2000年10月3日 - 2001年10月16日 | 橘朋実              | YOSHIKI                   | YOSHIKI                                                                          | エクスタシー・ジャパン                   |
| 22 | ANRI          | Tears in Crystal     | 2001年10月23日 - 2002年5月28日 | 吉元由美            | ANRI                      | Jochem van der Saag                                                              | 日本クラウン                             |
| 23 | 安全地帯      | 出逢い               | 2002年6月4日 - 2003年12月9日   | 松井五郎 玉置浩二   | 玉置浩二 安藤さと子       | 安全地帯 星勝                                                                    | ソニーレコード                           |
| 24 | 一青窈        | ハナミズキ           | 2004年1月6日 - 12月14日        | 一青窈              | マシコタツロウ            | 武部聡志                                                                         | コロムビアミュージックエンタテインメント |
| 25 | 中村雅俊      | 空蝉                 | 2005年1月11日 - 5月31日        | 一青窈              | マシコタツロウ            | 河野伸                                                                           | コロムビアミュージックエンタテインメント |
| 26 | 森山直太朗    | 小さな恋の夕間暮れ   | 2005年6月7日 - 9月27日         | 森山直太朗 御徒町凧 | 森山直太朗 御徒町凧       | 渡辺善太郎                                                                       | ユニバーサルミュージック                 |

## 事前ミニ番組

### 火曜サスペンスクイズ
1998年10月から2005年3月まで、番組開始直前の21:00 - 21:03の3分間は、事前番組として作品のごく一部にあたるクイズに正解すると、抽選で3万円分の商品券が当たるという『火曜サスペンスクイズ』が放送されていた（ナレーションは来宮良子。STVとytvは、同様の内容で独自のクイズを出題していた時期がある）。
クイズの問題は、ドラマ中のシーンに関するもので、犯人、事件の手掛かり、地名などを当てさせるものだった。どの場面に関するものか分からない為、正解しようとすると必然的に最初から最後まで見ることになり、番組の最後に出演者が「答えはこの後すぐ」のコールを行っていた。ここでも副音声では、応募のあて先を読み上げるなど違う音声が流れていたが、インターネットのウェブサイトでの応募も可能だった。

### 今夜のサスペンス
1998年9月以前は、スタジオから日本テレビの女性アナウンサーが内容のさわりを紹介する『今夜のサスペンス』が放送されていた。なお、一部のNNN系列局では、ニュースや気象情報などに差し替えていた。

## シリーズ作品
以下、放映開始順
- 名無しの探偵（主演：緒形拳、制作：スタッフ・アズバーズ、全12作）
  - 1982年に第1作が放送されており、本枠で最初にシリーズ化された作品である。
- 千草検事シリーズ（主演：北大路欣也、制作：トリッセンエンタープライズ、全2作）
- 身代金シリーズ（主演：藤竜也・浅野ゆう子、制作：東宝、全2作）
- 妻たちシリーズ（主演：森下愛子→岡田奈々、制作：セントラル・アーツ、全3作）
- 白い女シリーズ（主演：三田佳子、制作：大映、全2作）
- 女検事・霞夕子（主演：桃井かおり、制作：東海映画社→NTV映像センター→廣済堂プロダクション→NTV映像センター→ユニオン映画、全10作）
- 和田アキ子のDPE屋シリーズ（主演：和田アキ子、制作：オフィス・ヘンミ、全2作）
- 弁護士・高林鮎子（主演：眞野あずさ、制作：東映、全34作）
- 監察医・室生亜季子（主演：浜木綿子、制作：東映、36作放映）
  - シリーズ最多作品となった人気作品。リニューアル後の「火曜ドラマゴールド」の最終回にて、このシリーズの完結篇である第37作目が放映された。
- 高島茂シリーズ（主演：近藤正臣、制作：磯田事務所、全2作）
- 笹谷美緒シリーズ（主演：山口果林→柏原芳恵→山口果林、制作：大映→大映テレビ→大映、全3作）
- 浅見光彦ミステリー（主演：水谷豊、制作：近代映画協会、全8作）
  - 1987年9月から水谷主演で浅見光彦シリーズを放映。映画でシリーズ化する計画があったため[11]、1990年7月をもって火サスでの放送を一旦打ち切った[注 9]。
  - なお、その後火曜サスペンス劇場では2002年2月に高嶋政伸が主演の浅見光彦を演じる「貴賓室の怪人」が放映された（NTV映像センター制作）。このときは光彦の兄を実兄の髙嶋政宏、母を実母の寿美花代が演じている。
  - バップからビデオ・DVD化されているが、版権の問題から全作品のエンディングが杉山清貴の「風のLONELY WAY」に変更されており、尺が合わない作品がある。
- 霊感シリーズ（主演：木の実ナナ・渡辺えり子→吉行和子、制作：セントラル・アーツ、全2作）
- 京都・女性記者シリーズ（坂口良子版）（主演：坂口良子、制作：松竹、全9作）
- 片桐久美子シリーズ（主演：小柳ルミ子、制作：メリエス、全2作）
- 女弁護士・水城邦子シリーズ（主演：丘みつ子、制作：東宝、全7作）
- 小京都ミステリー（主演：片平なぎさ、制作：大映テレビ、全30作）
- 山岳ミステリー（主演：伊藤かずえ、制作：大映テレビ、全5作）
- フルムーン旅情ミステリー（主演：二谷英明・白川由美、制作：プロジェクト・エー、全9作）
  - 1989年9月頃から。当時、JRのキャンペーンであるフルムーンとタイアップしてこのシリーズが製作された。原作は1作・2作は内田康夫の作品を製作したが、3作目以降は内田多忙の為、急遽脚本家である小木曽豊斗へ変更、作者変更により主人公夫妻の登場人物名も変わった。最終作近くになる頃フルムーンキャンペーンのイメージキャラクターが二谷・白川夫妻から加山雄三・松本めぐみ夫妻に変更になったため、急遽シリーズ名も「四季旅情ミステリー」へ変更することになった。
- ミスティガール紅子（主演：名取裕子、制作：、全2作）
- 弁護士・朝日岳之助（主演：小林桂樹、制作：国際放映、全23作）
- 女動物医事件簿（主演：山口智子、制作：東映、全3作）
- 刑事室戸梢シリーズ（主演：黒木瞳、制作：映像プロデュース、全2作）
- 朝比奈周平ミステリー（主演：水谷豊、制作：近代映画協会、全4作）
  - 「浅見光彦ミステリー」の後継作品として1991年に放映開始。「浅見光彦ミステリー」とほぼ同じキャスト・スタッフで4作放映された。
- 救急指定病院（主演：池上季実子、制作：総合ビジョン、全10作）
- 殺人捜査（主演：鹿賀丈史、制作：総合ビジョン→東北新社、全5作）
- 便利屋シリーズ（主演：奥田瑛二、制作：東北新社、全2作）
- わが町（主演：渡辺謙、制作：近代映画協会→オセロット、全10作）
- 刑事・鬼貫八郎（主演：大地康雄、制作：国際放映、全18作）
- 地方記者・立花陽介（主演：水谷豊、制作：近代映画協会→オセロット、全20作）
- 盲人探偵・松永礼太郎（主演：古谷一行、制作：ユニオン映画、全13作）
- 九門法律相談所（主演：山﨑努、制作：日本映像、全11作）
- 京都・女性記者シリーズ（若村麻由美版）（主演：若村麻由美、制作：松竹、全6作）
- 取調室（主演：いかりや長介、制作：宝映企画→日本テレビエンタープライズ、全19作）
- 新・女検事 霞夕子（主演：鷲尾いさ子→床嶋佳子、制作：ユニオン映画、全25作）
- 犯罪心理分析官（主演：松方弘樹、制作：東映、全4作）
- 新任判事補（主演：千堂あきほ、制作：近代映画協会→オセロット、全3作）
- 検事 霧島三郎（主演：北大路欣也、制作：C.A.L、全7作）
- 平成・女の事件シリーズ（主演：岸本加世子→南果歩→高島礼子→伊藤蘭、制作：ユニオン映画、全4作）
- おかしな夫婦（主演：高橋英樹・熊谷真実→岡本麗、制作：東映、全3作）
- 当番弁護士（主演：坂口良子、制作：磯田事務所、全8作）
- 内藤剛志 ザ・刑事ドラマシリーズ（主演：内藤剛志、制作：ユニオン映画→フューチャー・プラネット、全5作）
- 警視庁鑑識班（主演：西村和彦、制作：ペンハウス制作→J.V.プロデュース→JAPAN VISTEC、全19作）
  - 2作目までは「警視庁鑑識課」として放送し、2004年には「警視庁鑑識班2004」として連続ドラマ化された。火サスから連続ドラマ化された唯一の作品である。
- 警部補 佃次郎（主演：西郷輝彦、制作：テレパック、全21作）
- 追跡（主演：丘みつ子、制作：東京映画新社、全6作）
- 転勤判事（主演：渡辺えり子、制作：オセロット、全4作）
- 身辺警護（主演：勝野洋、制作：千里、全12作）
  - 主役の勝野を始め、身辺警護班のメンバーはエンドロールでは役名が「身辺警護班 班長」「身辺警護官」などと肩書きで表記されていた。ただし、解説放送では「もちづきしろう、勝野洋」など、名前で紹介されている。
- 指名手配（主演：渡辺謙、制作：オセロット、全4作）
- 事件記者（主演：髙嶋政宏、制作：ホリプロ、全2作）
- 外科医有森冴子（主演：三田佳子、制作：NTV映像センター、全2作）
- 臨床心理士（主演：坂口良子、制作：ノアズ、全7作）
- 救命救急センター（主演：斉藤由貴、制作：東北新社、全4作）
- だます女だまされる女（主演：竹下景子→余貴美子、制作：G・カンパニー、8作放映）
  - 第9作は「シロサギは静かに笑う」と改題されたうえで「DRAMA COMPLEX」にて放送された。
- 街の医者・神山治郎（主演：高橋英樹、制作：東映、全9作）
- あのひとシリーズ（主演：田中好子、制作：福岡放送、全2作）
- どうぞ安らかに（主演：伊東四朗、制作：JAPAN VISTEC、3作放映）
  - 第4作は「たそがれ葬儀屋探偵の災難」と改題されたうえで「DRAMA COMPLEX」にて放送された。
- 木の実ナナの「女」シリーズ（主演：木の実ナナ、制作：東映、全2作）
- 考古学者 佐久間玲子（主演：宮本信子、制作：東宝、全3作）
- 軽井沢ミステリー（主演：高橋由美子、制作：東宝→NTV映像センター、全7作）
- 京都金沢殺人事件シリーズ（主演：賀来千香子、制作：サンウィット→NTV映像センター、全8作）
- 下町・銭湯騒動記（主演：泉ピン子、制作：近代映画協会、4作放映）
  - 第5作は「浅草美女の湯殺人事件」と改題されたうえで「DRAMA COMPLEX」にて放送された。
- 内藤剛志の刹那の街角シリーズ（主演：内藤剛志、制作：フューチャー・プラネット、全4作）
- 産婦人科医・南雲綾子（主演：十朱幸代、制作：NTV映像センター、全4作）
- うさぎと亀（主演：市原悦子、制作：アズバーズ、2作放映）
  - 第3作は「DRAMA COMPLEX」にて放送された。
- 緊急救命病院（主演：斉藤由貴、制作：東北新社、全3作）
- 屋形船の女（主演：坂口良子、制作：近代映画協会、3作放映）
  - 第4作は「隅田川の花嫁慕情」と改題されたうえで単発枠「冬のドラマスペシャル」にて放送された。
- 料理講師 奥瀬かほり（主演：田中好子、制作：福岡放送、1作放映）
  - 第2作は「柳川・雲仙 想い出の郷土料理」と改題されたうえで単発枠「冬のドラマスペシャル」にて放送された。
- 箱根湯河原温泉交番（主演：船越英一郎、制作：TMC、全4作）
- 事件記者・三上雄太（主演：水谷豊、制作：松竹、全3作）
- デパ地下の女（主演：木の実ナナ、制作：東映、全2作）
- 北ホテル（主演：古谷一行、制作：アウル21、全3作）

| 1982                 | 1983                 | 1984                 | 1985                 | 1986                 | 1987                 | 1988                 | 1989                      | 1990                      | 1991                      | 1992                  | 1993                 | 1994                 | 1995                 | 1996                 | 1997                 | 1998                 | 1999                 | 2000                 | 2001                 | 2002               | 2003               | 2004               | 2005               |               |               |               |
| 名無しの探偵シリーズ | 名無しの探偵シリーズ | 名無しの探偵シリーズ | 名無しの探偵シリーズ | 名無しの探偵シリーズ | 名無しの探偵シリーズ | 名無しの探偵シリーズ | 名無しの探偵シリーズ      | 名無しの探偵シリーズ      | 名無しの探偵シリーズ      | 名無しの探偵シリーズ  | 名無しの探偵シリーズ | 名無しの探偵シリーズ | 名無しの探偵シリーズ | 名無しの探偵シリーズ | 名無しの探偵シリーズ |                      |                      |                      |                      |                    |                    |                    |                    |               |               |               |
|                      |                      |                      | 女検事・霞夕子       | 女検事・霞夕子       | 女検事・霞夕子       | 女検事・霞夕子       | 女検事・霞夕子            | 女検事・霞夕子            | 女検事・霞夕子            | 女検事・霞夕子        | 女検事・霞夕子       | 新・女検事 霞夕子    | 新・女検事 霞夕子    | 女検事霞夕子         | 女検事霞夕子         | 女検事霞夕子         | 検事霞夕子           | 検事霞夕子           | 検事霞夕子           | 検事霞夕子         | 検事霞夕子         | 検事霞夕子         | 検事霞夕子         |               |               |               |
|                      |                      |                      |                      | 監察医・室生亜季子   | 監察医・室生亜季子   | 監察医・室生亜季子   | 監察医・室生亜季子        | 監察医・室生亜季子        | 監察医・室生亜季子        | 監察医・室生亜季子    | 監察医・室生亜季子   | 監察医・室生亜季子   | 監察医・室生亜季子   | 監察医・室生亜季子   | 監察医・室生亜季子   | 監察医・室生亜季子   | 監察医・室生亜季子   | 監察医・室生亜季子   | 監察医・室生亜季子   | 監察医・室生亜季子 | 監察医・室生亜季子 | 監察医・室生亜季子 | 監察医・室生亜季子 |               |               |               |
|                      |                      |                      |                      | 弁護士・高林鮎子     | 弁護士・高林鮎子     | 弁護士・高林鮎子     | 弁護士・高林鮎子          | 弁護士・高林鮎子          | 弁護士・高林鮎子          | 弁護士・高林鮎子      | 弁護士・高林鮎子     | 弁護士・高林鮎子     | 弁護士・高林鮎子     | 弁護士・高林鮎子     | 弁護士・高林鮎子     | 弁護士・高林鮎子     | 弁護士・高林鮎子     | 弁護士・高林鮎子     | 弁護士・高林鮎子     | 弁護士・高林鮎子   | 弁護士・高林鮎子   | 弁護士・高林鮎子   | 弁護士・高林鮎子   |               |               |               |
|                      |                      |                      |                      | 六月の花嫁           | 六月の花嫁           | 六月の花嫁           | 六月の花嫁                | 六月の花嫁                | 六月の花嫁                | 六月の花嫁            | 六月の花嫁           | 六月の花嫁           | 六月の花嫁           |                      |                      |                      |                      |                      |                      |                    |                    | 6月の花嫁          | 6月の花嫁          |               |               |               |
|                      |                      |                      |                      |                      | 浅見光彦ミステリー   | 浅見光彦ミステリー   | 浅見光彦ミステリー        | 浅見光彦ミステリー        | 朝比奈周平 ミステリー     | 朝比奈周平 ミステリー | 地方記者・立花陽介   | 地方記者・立花陽介   | 地方記者・立花陽介   | 地方記者・立花陽介   | 地方記者・立花陽介   | 地方記者・立花陽介   | 地方記者・立花陽介   | 地方記者・立花陽介   | 地方記者・立花陽介   | 地方記者・立花陽介 | 地方記者・立花陽介 | 事件記者 三上雄太  | 事件記者 三上雄太  |               |               |               |
|                      |                      |                      |                      |                      |                      |                      | 弁護士・朝日岳之助        | 弁護士・朝日岳之助        | 弁護士・朝日岳之助        | 弁護士・朝日岳之助    | 弁護士・朝日岳之助   | 弁護士・朝日岳之助   | 弁護士・朝日岳之助   | 弁護士・朝日岳之助   | 弁護士・朝日岳之助   | 弁護士・朝日岳之助   | 弁護士・朝日岳之助   | 弁護士・朝日岳之助   | 弁護士・朝日岳之助   | 弁護士・朝日岳之助 | 弁護士・朝日岳之助 | 弁護士・朝日岳之助 | 弁護士・朝日岳之助 |               |               |               |
|                      |                      |                      |                      |                      |                      |                      | 小京都ミステリー          | 小京都ミステリー          | 小京都ミステリー          | 小京都ミステリー      | 小京都ミステリー     | 小京都ミステリー     | 小京都ミステリー     | 小京都ミステリー     | 小京都ミステリー     | 小京都ミステリー     | 小京都ミステリー     | 小京都ミステリー     | 小京都ミステリー     |                    |                    |                    |                    |               |               |               |
|                      |                      |                      |                      |                      |                      |                      | フルムーン 旅情ミステリー | フルムーン 旅情ミステリー | フルムーン 旅情ミステリー | 四季旅情 ミステリー   | 四季旅情 ミステリー  |                      |                      |                      |                      |                      |                      |                      |                      |                    |                    |                    |                    |               |               |               |
|                      |                      |                      |                      |                      |                      |                      | 山岳ミステリー            | 山岳ミステリー            | 山岳ミステリー            |                       |                      |                      |                      |                      |                      |                      |                      |                      |                      |                    |                    |                    |                    |               |               |               |
|                      |                      |                      |                      |                      |                      |                      |                           |                           |                           | わが町                | わが町               | わが町               | わが町               | わが町               | わが町               | わが町               |                      |                      |                      |                    |                    |                    |                    |               |               |               |
|                      |                      |                      |                      |                      |                      |                      |                           |                           |                           |                       | 刑事鬼貫八郎         | 刑事鬼貫八郎         | 刑事鬼貫八郎         | 刑事鬼貫八郎         | 刑事鬼貫八郎         | 刑事鬼貫八郎         | 刑事鬼貫八郎         | 刑事鬼貫八郎         | 刑事鬼貫八郎         | 刑事鬼貫八郎       | 刑事鬼貫八郎       | 刑事鬼貫八郎       | 刑事鬼貫八郎       |               |               |               |
|                      |                      |                      |                      |                      |                      |                      |                           |                           |                           |                       | 盲人探偵・松永礼太郎 | 盲人探偵・松永礼太郎 | 盲人探偵・松永礼太郎 | 盲人探偵・松永礼太郎 | 盲人探偵・松永礼太郎 | 盲人探偵・松永礼太郎 | 盲人探偵・松永礼太郎 | 盲人探偵・松永礼太郎 | 盲人探偵・松永礼太郎 |                    |                    |                    |                    |               |               |               |
|                      |                      |                      |                      |                      |                      |                      |                           |                           |                           |                       | 九門法律相談所       | 九門法律相談所       | 九門法律相談所       | 九門法律相談所       | 九門法律相談所       | 九門法律相談所       | 九門法律相談所       |                      |                      |                    |                    |                    |                    |               |               |               |
|                      |                      |                      |                      |                      |                      |                      |                           |                           |                           |                       |                      | 取調室               | 取調室               | 取調室               | 取調室               | 取調室               | 取調室               | 取調室               | 取調室               | 取調室             | 取調室             |                    |                    |               |               |               |
|                      |                      |                      |                      |                      |                      |                      |                           |                           |                           |                       |                      | 検事霧島三郎         | 検事霧島三郎         | 検事霧島三郎         | 検事霧島三郎         | 検事霧島三郎         | 検事霧島三郎         |                      |                      |                    |                    |                    |                    |               |               |               |
|                      |                      |                      |                      |                      |                      |                      |                           |                           |                           |                       |                      | 犯罪心理分析官       | 犯罪心理分析官       | 犯罪心理分析官       | 犯罪心理分析官       | 犯罪心理分析官       |                      |                      |                      |                    |                    |                    |                    |               |               |               |
|                      |                      |                      |                      |                      |                      |                      |                           |                           |                           |                       |                      |                      | 当番弁護士           | 当番弁護士           | 当番弁護士           | 当番弁護士           | 当番弁護士           | 当番弁護士           | 当番弁護士           |                    |                    |                    |                    |               |               |               |
|                      |                      |                      |                      |                      |                      |                      |                           |                           |                           |                       |                      |                      |                      | 警部補 佃次郎        | 警部補 佃次郎        | 警部補 佃次郎        | 警部補 佃次郎        | 警部補 佃次郎        | 警部補 佃次郎        | 警部補 佃次郎      | 警部補 佃次郎      | 警部補 佃次郎      | 警部補 佃次郎      | 警部補 佃次郎 | 警部補 佃次郎 | 警部補 佃次郎 |
|                      |                      |                      |                      |                      |                      |                      |                           |                           |                           |                       |                      |                      |                      | 警視庁 鑑識課        | 警視庁鑑識班         | 警視庁鑑識班         | 警視庁鑑識班         | 警視庁鑑識班         | 警視庁鑑識班         | 警視庁鑑識班       | 警視庁鑑識班       | 警視庁鑑識班       | 警視庁鑑識班       | 警視庁鑑識班  | 警視庁鑑識班  | 警視庁鑑識班  |
|                      |                      |                      |                      |                      |                      |                      |                           |                           |                           |                       |                      |                      |                      |                      |                      | 身辺警護             | 身辺警護             | 身辺警護             | 身辺警護             | 身辺警護           | 身辺警護           |                    |                    |               |               |               |
|                      |                      |                      |                      |                      |                      |                      |                           |                           |                           |                       |                      |                      |                      |                      |                      |                      |                      |                      | 軽井沢ミステリー     | 軽井沢ミステリー   | 軽井沢ミステリー   | 軽井沢ミステリー   | 軽井沢ミステリー   |               |               |               |
| 1982                 | 1983                 | 1984                 | 1985                 | 1986                 | 1987                 | 1988                 | 1989                      | 1990                      | 1991                      | 1992                  | 1993                 | 1994                 | 1995                 | 1996                 | 1997                 | 1998                 | 1999                 | 2000                 | 2001                 | 2002               | 2003               | 2004               | 2005               |               |               |               |
| -------------------- | -------------------- | -------------------- | -------------------- | -------------------- | -------------------- | -------------------- | ------------------------- | ------------------------- | ------------------------- | --------------------- | -------------------- | -------------------- | -------------------- | -------------------- | -------------------- | -------------------- | -------------------- | -------------------- | -------------------- | ------------------ | ------------------ | ------------------ | ------------------ | ------------- | ------------- | ------------- |

## 放送局
基本的に日本テレビ系列で放送されていたが、一部の放送局では番組編成上の都合で他の曜日に放送していたため、『土曜サスペンス劇場』などの異なるタイトルで放送されていた（詳細については備考を参照）。下記の局のほか、1996年8月から2000年9月まではCS★日テレでもサイマル放送していた。
| 放送対象地域   | 放送局                    | 系列                                         | 放送曜日・放送時間                 | 備考                |
| -------------- | ------------------------- | -------------------------------------------- | ---------------------------------- | ------------------- |
| 関東広域圏     | 日本テレビ（NTV）         | 日本テレビ系列                               | 火曜21時 - 22時54分                | 番組制作局          |
| 北海道         | 札幌テレビ（STV）         | 日本テレビ系列                               | 火曜21時 - 22時54分                |                     |
| 青森県         | 青森放送（RAB）           | 日本テレビ系列                               | 火曜21時 - 22時54分                | [ 注 11 ] [ 12 ]    |
| 岩手県         | テレビ岩手（TVI）         | 日本テレビ系列                               | 火曜21時 - 22時54分                |                     |
| 秋田県         | 秋田放送（ABS）           | 日本テレビ系列                               | 火曜21時 - 22時54分                |                     |
| 山形県         | 山形放送（YBC）           | 日本テレビ系列                               | 火曜21時 - 22時54分                | [ 注 12 ]           |
| 宮城県         | ミヤギテレビ（mm34→MMT）  | 日本テレビ系列                               | 火曜21時 - 22時54分                |                     |
| 福島県         | 福島中央テレビ（FCT）     | 日本テレビ系列                               | 火曜21時 - 22時54分                | [ 注 13 ] [ 13 ]    |
| 山梨県         | 山梨放送（YBS）           | 日本テレビ系列                               | 火曜21時 - 22時54分                |                     |
| 新潟県         | テレビ新潟（TNN→TeNY）    | 日本テレビ系列                               | 火曜21時 - 22時54分                |                     |
| 長野県         | テレビ信州（TSB）         | 日本テレビ系列                               | 火曜21時 - 22時54分                | [ 注 14 ]           |
| 静岡県         | 静岡第一テレビ（SDT）     | 日本テレビ系列                               | 火曜21時 - 22時54分                |                     |
| 中京広域圏     | 中京テレビ（CTV）         | 日本テレビ系列                               | 火曜21時 - 22時54分                |                     |
| 富山県         | 北日本放送（KNB）         | 日本テレビ系列                               | 火曜21時 - 22時54分                |                     |
| 石川県         | テレビ金沢（KTK）         | 日本テレビ系列                               | 火曜21時 - 22時54分                | [ 注 15 ]           |
| 福井県         | 福井放送（FBC）           | 日本テレビ系列 テレビ朝日系列                | 火曜21時 - 22時54分                |                     |
| 近畿広域圏     | よみうりテレビ（YTV→ytv） | 日本テレビ系列                               | 火曜21時 - 22時54分                |                     |
| 鳥取県・島根県 | 日本海テレビ（NKT）       | 日本テレビ系列                               | 火曜21時 - 22時54分                |                     |
| 広島県         | 広島テレビ（HTV）         | 日本テレビ系列                               | 火曜21時 - 22時54分                |                     |
| 山口県         | 山口放送（KRY）           | 日本テレビ系列                               | 火曜21時 - 22時54分                | [ 注 16 ]           |
| 徳島県         | 四国放送（JRT）           | 日本テレビ系列                               | 火曜21時 - 22時54分                |                     |
| 香川県・岡山県 | 西日本放送（RNC)          | 日本テレビ系列                               | 火曜21時 - 22時54分                |                     |
| 愛媛県         | 南海放送（RNB）           | 日本テレビ系列                               | 火曜21時 - 22時54分                | [ 注 17 ]           |
| 高知県         | 高知放送（RKC）           | 日本テレビ系列                               | 火曜21時 - 22時54分                |                     |
| 福岡県         | 福岡放送（FBS）           | 日本テレビ系列                               | 火曜21時 - 22時54分                |                     |
| 長崎県         | 長崎国際テレビ（NIB）     | 日本テレビ系列                               | 火曜21時 - 22時54分                | [ 注 18 ]           |
| 熊本県         | くまもと県民テレビ（KKT） | 日本テレビ系列                               | 火曜21時 - 22時54分                | [ 注 19 ]           |
| 鹿児島県       | 鹿児島読売テレビ（KYT）   | 日本テレビ系列                               | 火曜21時 - 22時54分                | [ 注 20 ] [ 注 21 ] |
| 大分県         | テレビ大分（TOS）         | 日本テレビ系列 フジテレビ系列                | 土曜12時 - 13時54分 （遅れネット） | [ 注 22 ]           |
| 宮崎県         | テレビ宮崎（UMK）         | フジテレビ系列 日本テレビ系列 テレビ朝日系列 | 土曜深夜 （詳細不明・遅れネット）  | [ 注 23 ] [ 注 24 ] |
| 沖縄県         | 沖縄テレビ（OTV）         | フジテレビ系列                               | 土曜12時 - 13時54分                | [ 注 25 ]           |

### 番組終了時までに離脱した元ネット局
| 放送対象地域 | 放送局              | 系列                          | 番組名                                                                  | 放送時間                                  | 放送期間                      | 備考      |
| ------------ | ------------------- | ----------------------------- | ----------------------------------------------------------------------- | ----------------------------------------- | ----------------------------- | --------- |
| 石川県       | 北陸放送（MRO）     | TBS系列                       | MROサタデー劇場                                                         | 土曜12時 - 13時54分                       | 1982年4月10日 - 1990年3月31日 | [ 注 15 ] |
| 長崎県       | テレビ長崎（KTN）   | 日本テレビ系列 フジテレビ系列 | 火曜サスペンス劇場（2分割した前編） 日曜サスペンス劇場（2分割した後編） | 火曜22時 - 22時54分 日曜15時 - 15時54分   | 1981年10月6日 - 1990年9月29日 | [ 注 18 ] |
| 長崎県       | テレビ長崎（KTN）   | 日本テレビ系列 フジテレビ系列 | 土曜サスペンス劇場                                                      | 土曜13時 - 14時54分 ↓ 土曜12時 - 13時54分 | 1981年10月6日 - 1990年9月29日 | [ 注 18 ] |
| 熊本県       | 熊本放送（RKK）     | TBS系列                       | サスペンス劇場                                                          | 不詳                                      | 1981年10月 - 1982年3月        | [ 注 19 ] |
| 宮崎県       | 宮崎放送（MRT）     | TBS系列                       | 不詳                                                                    | 不詳                                      | 1981年10月 - 終了時期不詳     | [ 注 23 ] |
| 鹿児島県     | 鹿児島テレビ（KTS） | 日本テレビ系列 フジテレビ系列 | 火曜サスペンス劇場 （前編・後編に分け1時間で放送）                      | 火曜22時 - 22時54分                       | 1981年10月6日 - 1982年9月28日 | [ 注 20 ] |
| 鹿児島県     | 鹿児島テレビ（KTS） | 日本テレビ系列 フジテレビ系列 | 日曜サスペンス劇場                                                      | 日曜21時 - 22時54分                       | 1982年10月3日 - 1985年3月31日 | [ 注 20 ] |
| 鹿児島県     | 鹿児島テレビ（KTS） | 日本テレビ系列 フジテレビ系列 | 金曜サスペンス劇場                                                      | 金曜23時55分 - 翌1時49分                  | 1990年4月6日 - 1992年3月27日  | [ 注 20 ] |
| 鹿児島県     | 南日本放送（MBC）   | TBS系列                       | 木曜サスペンス劇場                                                      | 金曜0時54分 - 2時48分（木曜深夜）         | 1992年4月3日 - 1992年9月25日  | [ 注 21 ] |
| 鹿児島県     | 南日本放送（MBC）   | TBS系列                       | MBCサスペンス劇場                                                       | 土曜0時54分 - 2時48分（金曜深夜）         | 1992年10月3日 - 1994年3月26日 | [ 注 21 ] |

### 遅れネット・再放送枠など
| 放送対象地域 | 放送局                                                                                           | 放送波の種別 | 番組名             | 放送曜日・放送時間                                      | 備考 |
| ------------ | ------------------------------------------------------------------------------------------------ | ------------ | ------------------ | ------------------------------------------------------- | --- |
| 日本全国     | BS日テレ                                                                                         | 無料BS放送   | サスペンス名作選   | 土曜12時 - 13時55分 日曜17時 - 18時55分 19時 - 20時55分 | 休止・放送日程変更の場合あり。 2023年9月までの放送時間は土曜・日曜ともに12時 - 13時55分。                                                                                           |
| 日本全国     | BS12トゥエルビ                                                                                   | 無料BS放送   | サスペンス傑作選   | 不定時                                                  | |
| 日本全国     | BSJapanext                                                                                       | 無料BS放送   |                    | 月曜 - 木曜8時 - 9時55分                                | PGAツアー放送時は休止。 |
| 日本全国     | 東映チャンネル チャンネルNECO ファミリー劇場 ホームドラマチャンネル チャンネル銀河 AXNミステリー | 有料CS放送   |                    | 不定時                                                  | |
| 千葉県       | 千葉テレビ放送                                                                                   | 独立局       | 火曜サスペンス劇場 | 火曜18時30分 - 20時30分                                 | 2023年5月2日より「浅見光彦ミステリー」「わが町」シリーズを中心に放送。 『マリーンズナイター』放送日は休止。 2024年1月より「チバテレサスペンス劇場」へ改称し火サス以外の作品も放送。 |

かつては日テレプラス ドラマ・アニメ・音楽ライブ（CS）でもレギュラー枠を設けて遅れネット・再放送を実施してきたが、2020年現在は行われていない（終了時期は不詳）。なお作品によっては先方の抗議などの事情で再放送自体が封印されているものもある。
2024年2月4日からは日本テレビ傘下の定額制動画配信サービスであるHuluでも一部作品の見放題配信が行われている。

## パチンコ・パチスロ
パチンコ
- CR火曜サスペンス劇場（2013年、タイヨーエレック）
- CR火曜サスペンス劇場 真相の扉〜22の過ち〜（2016年、タイヨーエレック）
- P火曜サスペンス劇場 最後の推理（2021年、サミー、製造：銀座）
  - デジハネPA火曜サスペンス劇場 最後の推理（2022年、サミー、製造：銀座 ）[18]

パチスロ
- パチスロ火曜サスペンス劇場（2016年、タイヨーエレック）

パチンコの第1作・第2作、パチスロは「小京都ミステリーシリーズ」を、パチンコ第3作は「百人一首殺人事件」がモチーフとなっており、片平なぎさや船越英一郎などが登場。第3作に関しては、本機の演出をベースにオリジナルドラマ化した『小説家探偵 鍋島仙太』がBS日テレで放送された（船越が主演）。

## CD
- 火曜サスペンス劇場 主題歌集 1998年11月21日
- 火曜サスペンス劇場 主題歌集 DX 2枚組 2003年3月21日